# 羌纳乡
羌纳乡，是中华人民共和国西藏自治区林芝市米林市下辖的一个乡镇级行政单位。

## 行政区划
羌纳乡下辖以下地区：
羌渡岗村、巴嘎村、西嘎门巴村、岗嘎村、结果村、朗多村、米尼村、娘龙村和色沃村。